# Viscachani
Viscachani ist eine Ortschaft im Departamento La Paz im Hochland des  südamerikanischen Anden-Staates Bolivien.

## Lage im Nahraum
Viscachani ist zentraler Ort des Kanton Viscachani im Municipio Patacamaya in der Provinz Aroma und liegt auf einer Höhe von 3842 m. Das Zentrum der Ortschaft liegt einen Kilometer westlich der Hauptstraße am Ufer des Río Kheto, eines Zuflusses zum Río Desaguadero, den dieser bei der Ortschaft Eucaliptus erreicht.

## Geographie
Viscachani liegt auf der bolivianischen Hochebene zwischen den Anden-Gebirgsketten der Cordillera Occidental im Westen und der Cordillera Central im Osten. Das Klima der Region ist ein typisches Tageszeitenklima, bei dem die Schwankungen der mittleren Tagestemperaturen deutlicher ausfallen als die Temperaturschwankungen zwischen den Jahreszeiten.
Die Jahresdurchschnittstemperatur der Region liegt bei etwa 7 °C, die Monatswerte schwanken nur unwesentlich zwischen 4 °C im Juni/Juli und 9 °C im November/Dezember (siehe Klimadiagramm Patacamaya). Der Jahresniederschlag beträgt 460 mm, die Monatsniederschläge liegen zwischen unter 10 mm von Mai bis August und bei 110 mm im Januar.

## Verkehrsnetz
Viscachani liegt 96 Straßenkilometer südlich von La Paz, der Hauptstadt des Departamentos.
Von La Paz aus führt die Nationalstraße Ruta 2 in südwestlicher Richtung zur Nachbarstadt El Alto, von dort aus die Ruta 1 weiter in südlicher Richtung nach Calamarca und erreicht nach 83 Kilometern Viscachani. Sie verläuft dann in südöstlicher Richtung nach Patacamaya, wo sie die ost-westlich verlaufende Ruta 4 kreuzt, und weiter über Oruro, Potosí und Tarija bis Bermejo an der Grenze zu Argentinien.
Der Bahnhof Viscachani liegt an der Bahnstrecke Antofagasta–La Paz.

## Bevölkerung
Die Einwohnerzahl der Ortschaft hat sich in den vergangenen beiden Jahrzehnten nur unwesentlich verändert:
| Jahr | Einwohner | Quelle       |
| ---- | --------- | ------------ |
| 1992 | 183       | Volkszählung |
| 2001 | 208       | Volkszählung |
| 2012 | 185       | Volkszählung |
| 2024 |           | Volkszählung |

Die Region weist einen hohen Anteil an Aymara-Bevölkerung auf, im Municipio Patacamaya sprechen 83,2 Prozent der Bevölkerung die Aymara-Sprache.